# Achun
Achun település Franciaországban, Nièvre megyében. Lakosainak száma 160 fő (2022. január 1.).

## Fekvése
Achun La Collancelle, Aunay-en-Bazois, Bazolles, Mont-et-Marré és Sardy-lès-Épiry községekkel határos.

## Népesség
A település népességének változása:
| Lakosok száma | 146  | 155  | 162  | 162  | 161  | 160  | 159  | 159  | 160  |
|               | 2013 | 2015 | 2016 | 2017 | 2018 | 2019 | 2020 | 2021 | 2022 |